# Siproeta epaphus
Espèce
Siproeta epaphus est une espèce de lépidoptères appartenant à la famille des Nymphalidae à la sous-famille des Nymphalinae et au genre Siproeta.

## Dénomination
Le nom de Siproeta epaphus lui a été donné par Pierre André Latreille en 1813.
Synonymes : Vanessa epaphus Latreille, [1813]; Amphirene epaphus ; Godman et Salvin, [1883].

### Sous-espèces
- Siproeta epaphus epaphus en Amérique Centrale et au Pérou.
- Siproeta epaphus gadoui Masters, 1967 ; au Venezuela
- Siproeta epaphus trayja Hübner, [1823] ; au Brésil[1].

### Noms vernaculaires
Siproeta epaphus se nomme Rusty-tipped Page en anglais et Schokoladenfalter en allemand,

## Description
Siproeta epaphus est un grand papillon de couleur marron foncé à l'apex des ailes antérieures orange cuivré avec une bande blanche à la limite des zones orange cuivré et marron des antérieures et se poursuivant aux postérieures.
Le revers est marron uni à reflet cuivré avec la même bande blanche.

### Chenille
Elle est marron avec des épines orange.

## Biologie

### Période de vol et hivernation
Il vole toute l'année.

### Plantes hôtes
Les  plantes-hôtes des chenilles sont des Acanthaceae : des Ruellia et des Blechum.

## Écologie et distribution
Siproeta epaphus est présent en Amérique du Sud, du Mexique au Brésil et au Pérou en Amérique Centrale à Panama, en Équateur et au Venezuela,.

### Biotope
Il réside en région subtropicale, dans divers lieux, bords de rivières en particulier.
Il est présent tout au sud des États-Unis, dans la partie la plus au sud du Nouveau-Mexique.

### Protection
Pas de statut de protection particulier.

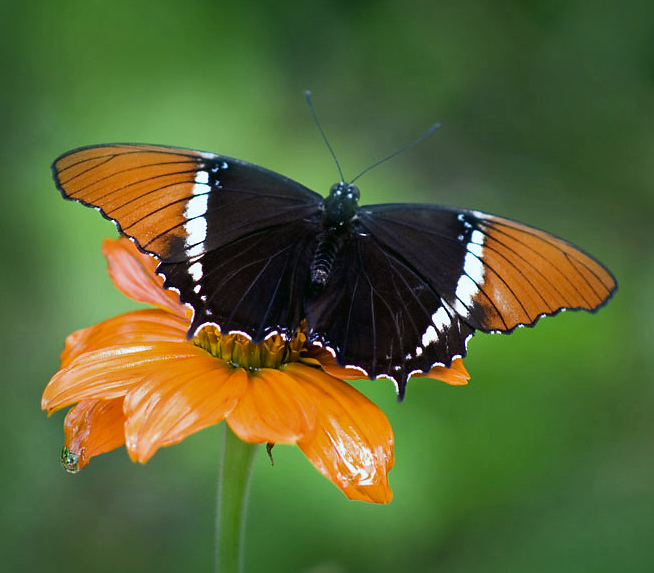
Siproeta epaphus